# ماسلينياك ضد الولايات المتحدة
ماسلينياك ضد الولايات المتحدة هي قضية للمحكمة العليا بالولايات المتحدة قررت فيها المحكمة أن الحكومة لا يمكنها سحب جنسية مواطن أمريكي متجنس بناء على بيان كاذب غير جوهري أدلى به المواطن أثناء إجراءات تجنيسه.

## الخلفية
ديفنا ماسلينياك هي من مواطنات صرب البوسنة والهرسك في منطقة يهيمن عليها المسلمون في البوسنة والهرسك. خلال حرب البوسنة والهرسك كان زوجها راتكو ضابطا في لواء فيدوي بلاغوييفيتش التابع لجيش جمهورية صرب البوسنة الذي ارتكبت وحداته أعمال إبادة جماعية بما في ذلك مذبحة سريبرينيتشا.
في أبريل 1998 التقت ماسلينياك مع مسؤول إدارة الهجرة والجنسية الأمريكية في بلغراد لطلب حق اللجوء السياسي. هناك تحت القسم ادعت ماسلينياك زورا أن زوجها قد تهرب من التجنيد الإجباري أثناء الحرب بالفرار من البلاد وبالتالي فإن الأسرة أصبحت الآن عرضة للاضطهاد من كل من الصرب والمسلمين. حصلت ماسلينياك وعائلتها على حق اللجوء السياسي بناء على أكاذيبها وهاجروا إلى الولايات المتحدة في سبتمبر 2000.
اكتشفت إدارة الهجرة والجمارك في نهاية المطاف سجلات الخدمة الحربية لراتكو لذلك في ديسمبر 2006 تم اعتقالها ووجهت إليها تهمة الكذب في وثيقة حكومية. بعد أسبوع واحد قدمت ماسلينياك الاستمارة إن-400 للحصول على الجنسية والذي صرحت فيه زورا أنها لم تكذب أبدا على أي مسؤول حكومي أمريكي. أصبحت ماسلينياك مواطنة أمريكية في 3 أغسطس 2007.
بعد إدانة زوجها وإخضاعه للترحيل قدمت ماسلينياك استمارة طلب اللجوء السياسي أي-130 لزوجها ثم أدلت بشهادة تعترف فيها بأنها كذبت بشأن الخدمة الحربية لزوجها للحصول على حق اللجوء السياسي. ثم تم اتهام ماسلينياك بتهمة الحصول على الجنسية بشكل مخالف للقانون في انتهاك للقانون الأمريكي. تلقت هيئة المحلفين تعليمات بأن أكاذيبها لا يجب أن تؤثر على تجنيسها إذا كانت قد انتهكت حظرا منفصلا للكذب على الحكومة.
في 17 أبريل 2014 أدانت هيئة محلفين ديفنا ماسلنياك بتهمة الحصول على الجنسية عن عمد بما يخالف القانون ووافق قاضية محكمة المقاطعة بينيتا ي. بيرسون على طلب الحكومة بإلغاء جنسية ماسلينياك. في 7 أبريل 2016 أكدت محكمة الاستئناف الأمريكية للدائرة السادسة الإدانة التي انضم فيها القاضي ستانلي توماس أندرسون إلى القاضي ديفيد مكيج وموافقة جوليا سميث غيبونز. من خلال الموافقة على التعليمات التي تلقتها هيئة المحلفين أنشأت الدائرة السادسة دائرة انقسام بينها وبين الدوائر الأولى والسابع والتاسعة والرابعة.

## المحكمة العليا
في المرافعات الشفوية في 26 أبريل 2017 انتقد العديد من القضاة علانية قراءة الحكومة الواسعة للنظام الأساسي.

### رأي المحكمة
في 22 يونيو 2017 أصدرت المحكمة العليا حكما لصالح المهاجرة وصوتت بالإجماع على الإفراج والحبس الاحتياطي أمام المحكمة الأدنى. كتبت القاضية إيلينا كاغان رأي المحكمة وانضم إليها كبير القضاة جون روبرتس والقضاة روث بادر غينسبورغ وستيفن براير وسونيا سوتومايور. تبنت المحكمة القراءة «الأكثر طبيعية» للنص التشريعي والتي وفقا لـ «قواعد اللغة» تتطلب ضمنيا بعض العلاقة السببية بين الفعل غير القانوني والحصول على الجنسية.
لإثبات هذه العلاقة السببية أعلنت المحكمة عن عدة اختبارات موضوعية يجب على هيئات المحلفين تطبيقها بما في ذلك: ما إذا كان الكذب يتعلق بحقيقة أدت ببساطة إلى استبعاد المهاجرة للحصول على الجنسية أو ما إذا كان هذا الباطل «وثيق الصلة بما يكفي» بمؤهلات المواطنة للحث على الهجرة مسؤول لإجراء مزيد من التحقيق وأن مثل هذا التحقيق كان سيؤدي بشكل متوقع إلى حقيقة غير مؤهلة. افترضت المحكمة أيضا أن المتهم يمكنه تقديم دفاع إيجابي بأنه مؤهل بالفعل للحصول على الجنسية. القضية تم حجزها لتحديد ما إذا كانت ماسلينياك قد تضررت من قرار هيئة المحلفين الخاطئ.

### موافقة القاضي غورسوش الجزئية
وافق القاضي نيل غورساتش برفقة القاضي كلارنس توماس جزئيا ووافق على الحكم. وافق غورسوش على تفسير الأغلبية للنظام الأساسي لكنه لم يوافق على الاختبار الجديد متعدد الأجزاء الذي أعلنته المحكمة ووبخ الأغلبية لعدم انتظار المحاكم الأدنى لتطوير المعايير في الدرجة الأولى.

### موافقة القاضي أليتو في الحكم
القاضي صامويل أليتو وحده وافق فقط في الحكم. بدلا من المطلب السببي اعتقد أليتو أن المخالفة تتضمن عنصرا جوهريا ضمنيا ورأى أن شيئا ما قد يكون ماديا حتى لو لم يؤثر على النتيجة.

## التطورات اللاحقة
بعد إعادة الحبس الاحتياطي استمعت محكمة الاستئناف بالدائرة السادسة إلى المرافعات الشفوية في 3 أكتوبر 2018. أصدرت محكمة الاستئناف رأيها الجديد في 21 نوفمبر 2019 حيث ألغت إدانة ماسلينياك وأعادت القضية إلى محكمة المقاطعة لمحاكمة جديدة.